# Roślinne białka PR
Roślinne białka PR (Pathogenesis Related) – grupa białek stwierdzonych w liściach roślin odpornych na patogeny po wniknięciu patogenu do komórek rośliny. Wyróżnia się co najmniej 11 klas białek PR. 

## Klasy białek PR
Białka PR1 są w większości białkami kwaśnymi o masie cząsteczkowej 15-17kDa, PR2 (b-1,3-glukanaza) i PR3 (chityzyny) są enzymami hydrolitycznymi  i wraz z białkami z grupy  PR4 wykazują właściwości antygrzybowe. Większość białek PR podobnie jak taumatyna, wykazuje właściwości antygrzybowe. Białka klasy PR5 (TL- ang. thaumalin like lub TLPs (ang. – thaumatin like proteins) w większości posiadają masę cząsteczkową około 24-25 kDa i wykazują znaczną homologię w sekwencji aminokwasów do taumatyny. Białka TL również posiadają właściwości antygrzybowe. Białka TL wykazują znaczące podobieństwo w sekwencji aminokwasów  do taumatyny, od 40 do 70%. Dla taumatyny stwierdzono słabe działanie hamujące wzrost następujących  grzybów: Candida albicans, Neurospora crassa, Thricoderma reesei i Phytophora infestans. Białka TL wyizolowano także z korzeni, organów wegetatywnych i zdrowych nasion.
Poznano wiele białek taumatynopodobnych, spośród których najbardziej zbliżone sekwencje posiadają: 
- P21 – wyizolowane z soi, zeamatyna wyizolowana z kukurydzy (Zea mays), potwierdzono jej antygrzybowe działanie[4],
- OSL3 – osmotyna LP wyizolowana z rzodkiewnika pospolitego Arabidopsis thaliana,
- PRR2 wyizolowana z tytoniu[5].

Nie wszystkie wykryte dotąd białka TLPs wykazują właściwości antygrzybowe. Przykładem jest białko TL z daglezji zielonej (Pseudotsuga menziesii). Charakteryzuje się ono znaczną homologią w sekwencji aminokwasów do taumatyny, ale nie wykazuje właściwości antygrzybowych.

## Przykłady białek PR
| Roślina | Białko PR | Patogen przeciwko któremu wykazuje aktywność | Autorzy |
| ------- | --------- | -------------------------------------------- | ------- |
| Tytoń   | PR-R      | Wirus TMV                                    | [ 7 ]   |
| Tytoń   | PR-S      | Wirus TMV                                    | [ 7 ]   |
| Tytoń   | PR-S      | Cercospora beticola                          | [ 7 ]   |
| Tytoń   | PR-5d     | -                                            | [ 8 ]   |
| Tytoń   | PRR2      | -                                            | [ 5 ]   |
| Tytoń   | Osmotyna  | Wirus TMV                                    | [ 9 ]   |
| Tytoń   | Osmotyna  | Cercospora beticola                          | [ 9 ]   |
| Tytoń   | Osmotyna  | Trichoderma reesei                           | [ 9 ]   |
| Tytoń   | Osmotyna  | Candida albicans                             | [ 9 ]   |
| Tytoń   | Osmotyna  | Phytopythora infestans                       | [ 9 ]   |

## Białka PR w infekcjach
Jedną z bardziej skutecznych metod obronnych stosowanych przez roślinę jest wytworzenie nekroz w miejscu wniknięcia patogena, co zapobiega jego dalszemu rozprzestrzenianiu się i porażaniu nowych komórek. Obumarła tkanka stanowi barierę dla dalszych inwazji. Zlokalizowana infekcja, a więc ograniczona do miejsca wniknięcia patogena i zatrzymana poprzez nekrozę wokół miejsca wniknięcia oznacza, że dana roślina posiada odporność na patogena. Reakcji nadwrażliwości towarzyszy synteza wielu białek, które  mogą brać udział w obronie roślin, w tym białka PR. Białka PR mogą być wykrywane nawet w tkankach, które nie są porażane, jednak w wysokim stężeniu występują tylko w sąsiedztwie nekroz. Białka te są postrzegane jako odpowiedzialne za systemiczną, nabytą odporność, która zapewnia roślinie podwyższoną odporność w przypadku ataku kolejnego patogena.
Stwierdzono, że synteza białek PR zachodzi nie tylko w odpowiedzi na infekcję wywołaną wirusami, wiroidami, bakteriami, czy grzybami, ale również w wyniku traktowania roślin związkami chemicznymi np.: kwasem poliakrylowym, pochodnymi aminokwasów, solami metali ciężkich, kwasem salicylowym, a także wskutek działania zanieczyszczeń powietrza. Indukcja białek PR może być kontrolowana przez fitohormony lub zachodzi w wyniku stresu osmotycznego bądź solnego. Rośliny odporne na stresy wytwarzają białka PR w określonych fazach rozwoju.